# Abbas Laibi
Pour les articles homonymes, voir Salim Laibi.
Abbas Laibi Munshid (en arabe : عباس لعيبي منشد; né en 1952) est un athlète irakien, spécialiste du 400 m.

## Biographie
Il remporte le titre du 400 m lors des Jeux asiatiques de 1978.
Il participe aux Jeux olympiques de 1980. 